# ラウル2世・ド・ヴェクサン
ラウル2世・ド・ヴェクサン（Raoul II de Vexin, ? - 943年）は、ヴェクサン伯、アミアン伯およびヴァロワ伯（在位：926年 - 943年）。

## 生涯
ラウル2世はオストルヴァン伯、ヴェクサン伯、アミアン伯およびヴァロワ伯ラウル1世の息子である。リエットガルド（リュートガルド）という女性と結婚したが、子女を残さずに亡くなった。
彼はクレピ＝アン＝ヴァロワの要塞を築いた。941年、ヴィエンヌ伯ウード・ド・ヴェルマンドワがアミアンを占領した。ラウル2世は街を奪還するためにウードを攻撃したが、戦闘中に戦死した。他の史料によると、ラウル2世はヴェルマンドワ伯エルベール2世の死に乗じてサン＝カンタンを占領しようとしたが、エルベールの息子でリブモン城主のアルベールに殺害されたとされている。
未亡人リエットガルドはムーラン子爵ガレラン1世と再婚した。944年、ウードは国王軍によってアミアンから追いだされた。数年後、ラウル2世の弟ゴーティエ1世は3つの伯領を再統一した。
ラウル2世は武勲詩の英雄『ラウール・ド・カンブレー』のモデルとなった。